# Greg Wise

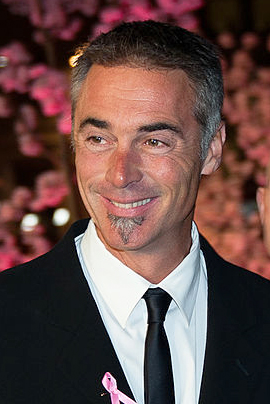
Greg Wise (2013)

Matthew Gregory "Greg" Wise (* 15. Mai 1966 in Newcastle, England, Vereinigtes Königreich) ist ein britischer Schauspieler.

## Leben
Als Sohn eines Architektur-Professors studierte Greg Wise zunächst selber Architektur in Edinburgh, brach das Studium aber ab und studierte stattdessen Drama in Glasgow. Sein erstes Engagement nach der Schauspielschule war die Hauptrolle im Musical „Good Rockin Tonight“, das auf dem Leben des Fernsehproduzenten Jack Good basierte.
Wise ist seit 2003 mit Emma Thompson verheiratet, die er bei den Dreharbeiten zu dem oscarprämierten Film Sinn und Sinnlichkeit (1995) kennenlernte. Das Paar hat die gemeinsame Tochter Gaia Wise (* 1999) und seit 2003 einen ursprünglich aus Ruanda stammenden Adoptivsohn.
Im Mai 2006 nahm er an den Ruhrfestspielen in Recklinghausen – neben Kevin Spacey in der Titelrolle – an einer Produktion des Shakespeare-Stückes Richard II. des Londoner Old Vic Theatre teil.

## Filmografie (Auswahl)
Spielfilme
- 1993: Geschöpfe des Dr. Typhon (Typhon’s People)
- 1995: Eine Sommernachtsliebe (Feast of July)
- 1995: Sinn und Sinnlichkeit (Sense and Sensibility)
- 1996: The Moonstone
- 1997: Besucher aus dem Jenseits – Sie kommen bei Nacht (House of Frankenstein)
- 1998: Judas Kiss
- 1999: Africa
- 1999: Mad Cows
- 2001: Sirenen der Finsternis (Sirens)
- 2001: Die Entdeckung des Himmels (The Discovery of Heaven)
- 2002: Hills Like White Elephants
- 2003: Johnny English – Der Spion, der es versiebte (Johnny English)
- 2003: Five Moons Plaza
- 2004: Every Seven Years
- 2005: A Cock and Bull Story
- 2005: Greyfriars Bobby
- 2014: Effie Gray
- 2014: Walking on Sunshine
- 2019: Mrs. Taylor’s Singing Club  (Military Wives)
- 2020: The Echo of Being (Symphonic Cinema Film)

Fernsehen
- 1992: A Masculine Ending
- 1993: The Riff Raff Element (Serie)
- 1995: Die Freibeuterinnen (The Buccaneers) (Miniserie)
- 1996: Expedition in die Geisterschlucht (The Place of the Dead)
- 1996: The Moonstone
- 1997: House of Frankenstein 1997
- 1997: Hospital!
- 1998: Alice im Spiegelland (Alice through the Looking Glass)
- 1999: Wonderful You (Miniserie)
- 2000: Madame Bovary
- 2003: Hornblower: Loyalty aka Horatio Hornblower 3
- 2005: According to Bex (Serie)
- 2006: Trial & Retribution X: Sins of the Father
- 2006: Elizabeth David: A Life in Recipes
- 2007: Agatha Christie’s Marple (Fernsehserie)
- 2011: Law & Order: UK (Fernsehserie)
- 2014: Rosamunde Pilcher: Mein unbekanntes Herz
- 2016–2017: The Crown (Fernsehserie)
- 2018–2019: Strange Angel (Fernsehserie)
- 2018: Modus – Der Mörder in uns, Staffel 2 (Vierteiler nach Anne Holt)